# Marie-Eve Côté
Marie-Eve Côté, est une auteure-compositrice-interprète québécoise connue pour sa participation à la Star Académie canadien en 2004.

## Biographie
Avant de se faire connaître à l'émission Star Académie en 2004, Marie-Eve Côté était déjà très active dans le monde de la musique. Elle a en poche un DEC en musique de l'École de musique Vincent-d'Indy, en plus d'avoir suivi des cours d'interprétation musicale, de théâtre, d'improvisation et de chant.
En 2005, elle a fait partie du spectacle Nostalgia, dans lequel elle a interprété des grandes chansons du répertoire français avec Marc-André Niquet et Manuel Tadros.
En 2006, elle a travaillé à l'élaboration du spectacle L'expérience, qui rassemblait les plus grands succès des années 1950 à aujourd'hui. Un peu plus de 25 représentations de ce spectacle ont été données un peu partout au Québec.
Son premier album solo, Maintenant... Femme est sorti en février 2009. On retrouve des chansons écrites entre autres par Frédérick Baron et Sandrine Roy. Le premier extrait est la chanson Ne pars pas.

## Discographie
2004 : Star Académie 2004, Musicor
2004 : Les meilleurs moment des Galas Star Académie 2004, Musicor

## Vidéographie
- 23 février 2009: Ne pars pas